# Giuseppe I di Schwarzenberg
Giuseppe I di Schwarzenberg, IV principe di Schwarzenberg (Vienna, 15 dicembre 1722 – Vienna, 17 febbraio 1782), è stato un nobile e politico boemo.

## Biografia
Giuseppe nacque a Vienna nel 1722, figlio del principe Adamo Francesco Carlo di Schwarzenberg e di sua moglie, Eleonora Elisabetta Amalia Maddalena di (1682-1741). Per commemorare la sua nascita, suo padre fece istituire la cappella di San Giovanni Nepomuceno nella chiesa di San Vito, nella città di Český Krumlov che acquisì come ducato l'anno successivo.
All'improvvisa e tragica morte di suo padre, venne chiamato a succedergli a soli dieci anni sotto la tutela di sua madre (sino al 1741) e ricevette poco dopo il cavalierato dell'Ordine del Toson d'oro dall'imperatore come ricompensa personale, sentendosi quest'ultimo profondamente in colpa e responsabile per la morte del genitore del giovane principe. Sempre giovanissimo divenne poi ciambellano imperiale, consigliere privato dell'imperatrice Maria Teresa ed infine ministro di stato, attirandosi per questa nomina le ire di molti altri funzionari di corte che lo trovavano inadatto a ricoprire tale carica a cui, a loro detta, era giunto solo per una casualità e non perché in possesso delle necessarie competenze per un uomo di governo. Venne beneficato ulteriormente proprio dall'imperatrice Maria Teresa che nel 1746 garantì oltre che al primogenito anche a tutti i suoi figli il trattamento di principi e principesse.
Morì a Vienna dove aveva vissuto per gran parte della sua vita nel 1782.

## Matrimonio e figli
Giuseppe I di Schwarzenberg sposò il 22 agosto 1741 a Vienna la principessa Maria Teresa del Liechtenstein (1721-1753), figlia del principe regnante Giuseppe Giovanni Adamo del Liechtenstein e di sua moglie, Maria Anna di Oettingen-Spielberg. La coppia ebbe i seguenti figli:
- Giovanni I Nepomuceno Antonio, V principe di Schwarzenberg (3 luglio 1742 - 5 ottobre 1789), sposò la principessa Marie Eleonora di Oettingen-Wallerstein
- Maria Anna (6 gennaio 1744 - 8 agosto 1803), sposò il conte Ludwig von Zinzendorf
- Giuseppe Venceslao (26 marzo 1745 - 4 aprile 1764)
- Antonio (11 aprile 1746 - 7 marzo 1764)
- Maria Teresa (30 aprile 1747 - 21 gennaio 1788), sposò il conte Zikmund Goes
- Marie Eleonora (13 maggio 1748 - 3 maggio 1786)
- Francesco Giuseppe (8 agosto 1749 - 14 agosto 1750)
- Maria Giuseppina (24 ottobre 1751 - 7 aprile 1755)
- Marie Ernestina (18 ottobre 1752 - 12 aprile 1801), sposò il conte Franz von Auersperg

## Albero genealogico
|                                                                             |                                                         |                                                         | Genitori                                                             |  |  | Nonni |  |  | Bisnonni                                                        |  |  | Trisnonni                                         |  |
|                                                                             |                                                         |                                                         |                                                                      |  |  |       |  |  | Giovanni Adolfo I di Schwarzenberg, I principe di Schwarzenberg |  |  | Adamo di Schwarzenberg, II conte di Schwarzenberg |  |
|                                                                             |                                                         |                                                         |                                                                      |  |  |       |  |  | Giovanni Adolfo I di Schwarzenberg, I principe di Schwarzenberg |  |  | Adamo di Schwarzenberg, II conte di Schwarzenberg |  |
|                                                                             |                                                         | Margaret Hartrad von Pallant zu Larochette und Möstroff |                                                                      |  |  |       |  |  | Giovanni Adolfo I di Schwarzenberg, I principe di Schwarzenberg |  |  |                                                   |  |
| Ferdinando Guglielmo Eusebio di Schwarzenberg, II principe di Schwarzenberg |                                                         |                                                         |                                                                      |  |  |       |  |  | Giovanni Adolfo I di Schwarzenberg, I principe di Schwarzenberg |  |  |                                                   |  |
|                                                                             |                                                         | Maria Justina von Starhemberg                           | Ludwig von Starhemberg                                               |  |  |       |  |  |                                                                 |  |  |                                                   |  |
|                                                                             |                                                         | Maria Justina von Starhemberg                           | Ludwig von Starhemberg                                               |  |  |       |  |  |                                                                 |  |  |                                                   |  |
|                                                                             |                                                         | Maria Justina von Starhemberg                           | Barbara von Herberstein                                              |  |  |       |  |  |                                                                 |  |  |                                                   |  |
| Adamo Francesco Carlo di Schwarzenberg, III principe di Schwarzenberg       |                                                         | Maria Justina von Starhemberg                           |                                                                      |  |  |       |  |  |                                                                 |  |  |                                                   |  |
|                                                                             |                                                         | Johann Ludwig von Schultz, conte di Schultz             | Karl Ludwig Ernst von Schultz, conte di Schultz                      |  |  |       |  |  |                                                                 |  |  |                                                   |  |
|                                                                             |                                                         | Johann Ludwig von Schultz, conte di Schultz             | Karl Ludwig Ernst von Schultz, conte di Schultz                      |  |  |       |  |  |                                                                 |  |  |                                                   |  |
|                                                                             |                                                         | Johann Ludwig von Schultz, conte di Schultz             | Elisabetta di Hohenzollern-Sigmaringen                               |  |  |       |  |  |                                                                 |  |  |                                                   |  |
| Maria Anna von Schultz                                                      |                                                         | Johann Ludwig von Schultz, conte di Schultz             |                                                                      |  |  |       |  |  |                                                                 |  |  |                                                   |  |
|                                                                             |                                                         | Maria Elisabeth von Koenigsegg-Aulendorf                | Johann Georg von Koenigsegg-Aulendorf, conte di Koenigsegg-Aulendorf |  |  |       |  |  |                                                                 |  |  |                                                   |  |
|                                                                             |                                                         | Maria Elisabeth von Koenigsegg-Aulendorf                | Johann Georg von Koenigsegg-Aulendorf, conte di Koenigsegg-Aulendorf |  |  |       |  |  |                                                                 |  |  |                                                   |  |
|                                                                             |                                                         | Maria Elisabeth von Koenigsegg-Aulendorf                | Eleonore von Hohenems                                                |  |  |       |  |  |                                                                 |  |  |                                                   |  |
| Giuseppe I di Schwarzenberg, IV principe di Schwarzenberg                   |                                                         | Maria Elisabeth von Koenigsegg-Aulendorf                |                                                                      |  |  |       |  |  |                                                                 |  |  |                                                   |  |
|                                                                             | Wenzel Eusebius von Lobkowicz, II principe di Lobkowicz | Zdenek Adalbert von Lobkowicz, I principe di Lobkowicz  |                                                                      |  |  |       |  |  |                                                                 |  |  |                                                   |  |
|                                                                             | Wenzel Eusebius von Lobkowicz, II principe di Lobkowicz | Zdenek Adalbert von Lobkowicz, I principe di Lobkowicz  |                                                                      |  |  |       |  |  |                                                                 |  |  |                                                   |  |
|                                                                             | Wenzel Eusebius von Lobkowicz, II principe di Lobkowicz | Polyxena von Pernstein                                  |                                                                      |  |  |       |  |  |                                                                 |  |  |                                                   |  |
| Ferdinand August von Lobkowicz, III principe di Lobkowicz                   | Wenzel Eusebius von Lobkowicz, II principe di Lobkowicz |                                                         |                                                                      |  |  |       |  |  |                                                                 |  |  |                                                   |  |
|                                                                             |                                                         | Sofia Augusta del Palatinato-Sulzbach                   | Augusto del Palatinato-Sulzbach                                      |  |  |       |  |  |                                                                 |  |  |                                                   |  |
|                                                                             |                                                         | Sofia Augusta del Palatinato-Sulzbach                   | Augusto del Palatinato-Sulzbach                                      |  |  |       |  |  |                                                                 |  |  |                                                   |  |
|                                                                             |                                                         | Sofia Augusta del Palatinato-Sulzbach                   | Edvige di Holstein-Gottorp                                           |  |  |       |  |  |                                                                 |  |  |                                                   |  |
| Eleonore von Lobkowicz                                                      |                                                         | Sofia Augusta del Palatinato-Sulzbach                   |                                                                      |  |  |       |  |  |                                                                 |  |  |                                                   |  |
|                                                                             |                                                         | Guglielmo di Baden-Baden, margravio di Baden-Baden      | Edoardo Fortunato di Baden-Baden, margravio di Baden-Baden           |  |  |       |  |  |                                                                 |  |  |                                                   |  |
|                                                                             |                                                         | Guglielmo di Baden-Baden, margravio di Baden-Baden      | Edoardo Fortunato di Baden-Baden, margravio di Baden-Baden           |  |  |       |  |  |                                                                 |  |  |                                                   |  |
|                                                                             |                                                         | Guglielmo di Baden-Baden, margravio di Baden-Baden      | Maria van Eicken                                                     |  |  |       |  |  |                                                                 |  |  |                                                   |  |
| Anna Maria di Baden-Baden                                                   |                                                         | Guglielmo di Baden-Baden, margravio di Baden-Baden      |                                                                      |  |  |       |  |  |                                                                 |  |  |                                                   |  |
|                                                                             |                                                         | Maria Maddalena di Oettingen-Baldern                    | Ernesto di Oettingen-Baldern                                         |  |  |       |  |  |                                                                 |  |  |                                                   |  |
|                                                                             |                                                         | Maria Maddalena di Oettingen-Baldern                    | Ernesto di Oettingen-Baldern                                         |  |  |       |  |  |                                                                 |  |  |                                                   |  |
|                                                                             |                                                         | Maria Maddalena di Oettingen-Baldern                    | …                                                                    |  |  |       |  |  |                                                                 |  |  |                                                   |  |
|                                                                             |                                                         | Maria Maddalena di Oettingen-Baldern                    |                                                                      |  |  |       |  |  |                                                                 |  |  |                                                   |  |